# Givi Nodia
Givi Gueorguiévitch Nodia (géorgien : გივი ნოდია ; russe : Гиви Георгиевич Нодия), né le 2 janvier 1948 à Koutaïssi dans la République socialiste soviétique de Géorgie et mort le 7 avril 2005 à Tbilissi, était un joueur et entraîneur de football soviétique (géorgien).

## Biographie
Après avoir terminé sa carrière de joueur, Givi Nodia devient assistant de Nodar Akhalkatsi au Dinamo Tbilissi. Puis il devient entraineur principal du Torpedo Koutaïssi. Il a également dirigé le Metallurgist de Rustavi, puis le FC Dinamo Tbilissi, qui, sous sa direction en 1994 et 1995, a remporté à la fois le championnat et la Coupe de Géorgie. De 1995 à 2000, Givi Nodia a travaillé dans le FK Lokomotiv de Saint-Pétersbourg, avant de retourner en Géorgie, où il entrainait le Lokomotiv Tbilissi. Sous sa direction se sont entrainés entre autres Dmitri Sennikov et Dmitri Borodine. 
Il meurt d'une crise cardiaque à Tbilissi à l'âge de 57 ans.

## Statistiques
| Saison                | Club                  | Championnat           | Championnat | Championnat | Coupe(s) nationale(s) | Coupe(s) nationale(s) | Compétition(s) continentale(s) | Compétition(s) continentale(s) | Compétition(s) continentale(s) | Total | Total |
| Saison                | Club                  | Division              | M.          | B.          | M.                    | B.                    | Comp.                          | M.                             | B.                             | M.    | B.    |
| 1965                  | Torpedo Koutaïssi     | D1                    | 5           | 0           | -                     | -                     | -                              | -                              | -                              | 5     | 0     |
| 1966                  | Torpedo Koutaïssi     | D1                    | 31          | 9           | -                     | -                     | -                              | -                              | -                              | 31    | 9     |
| Sous-total            | Sous-total            | Sous-total            | 36          | 9           | -                     | -                     | -                              | -                              | -                              | 36    | 9     |
| 1967                  | Dinamo Tbilissi       | D1                    | 35          | 13          | 2                     | 0                     | -                              | -                              | -                              | 37    | 13    |
| 1968                  | Dinamo Tbilissi       | D1                    | 25          | 6           | 1                     | 0                     | -                              | -                              | -                              | 26    | 6     |
| 1969                  | Dinamo Tbilissi       | D1                    | 30          | 10          | 1                     | 0                     | -                              | -                              | -                              | 31    | 10    |
| 1970                  | Dinamo Tbilissi       | D1                    | 27          | 17          | 3                     | 0                     | -                              | -                              | -                              | 30    | 17    |
| 1971                  | Dinamo Tbilissi       | D1                    | 22          | 7           | 4                     | 1                     | -                              | -                              | -                              | 26    | 8     |
| 1972                  | Dinamo Tbilissi       | D1                    | 28          | 8           | 6                     | 4                     | C3                             | 2                              | 2                              | 36    | 14    |
| 1973                  | Dinamo Tbilissi       | D1                    | 20          | 11          | 3                     | 1                     | C3                             | 6                              | 3                              | 29    | 15    |
| 1974                  | Dinamo Tbilissi       | D1                    | 21          | 3           | 4                     | 1                     | -                              | -                              | -                              | 25    | 4     |
| 1975                  | Dinamo Tbilissi       | D1                    | 3           | 0           | 2                     | 0                     | -                              | -                              | -                              | 5     | 0     |
| Sous-total            | Sous-total            | Sous-total            | 211         | 75          | 26                    | 7                     | -                              | 8                              | 5                              | 245   | 87    |
| 1976                  | Lokomotiv Moscou      | D1                    | 24          | 4           | 2                     | 0                     | -                              | -                              | -                              | 26    | 4     |
| 1977                  | Lokomotiv Moscou      | D1                    | 27          | 5           | -                     | -                     | -                              | -                              | -                              | 27    | 5     |
| 1978                  | Lokomotiv Moscou      | D1                    | 17          | 0           | 4                     | 0                     | -                              | -                              | -                              | 21    | 0     |
| Sous-total            | Sous-total            | Sous-total            | 68          | 9           | 6                     | 0                     | -                              | -                              | -                              | 74    | 9     |
| Total sur la carrière | Total sur la carrière | Total sur la carrière | 315         | 93          | 32                    | 7                     | -                              | 8                              | 5                              | 355   | 105   |

## Palmarès
Dinamo Tbilissi
- Meilleur buteur du championnat soviétique en 1970 (17 buts).
- Finaliste de la Coupe d'Union soviétique en 1970.